# 茅薙隆裕
茅薙 隆裕（かやなぎ たかひろ、9月2日 - ）は、北海道北見市出身の漫画家。代表作に『メイドさんと僕』などがある。商業デビュー初期は「うらかすみ」名義、近年は「かやなぎたかひろ」名義も使用。
アマチュアの頃から、自ら主催する同人サークル「ハーベストホーム」から刊行していた『鉛の飛行船』シリーズを中心に、創作系同人誌へ積極的に作品を発表していた。なお、『鉛の飛行船』シリーズはkashmir、てるき輝、林麦、佐野タカシ、かかし朝浩などが執筆していた。
商業誌デビュー後はメイドを取り扱った作品など、さまざまなタイプの作品を発表していた。成人向け作品も多いが、それにとどまらない情緒的な作風が特徴。
2000年代後半から、商業活動は休止している。

## 主な作品
- 『彼女のポートレート』（「うらかすみ」名義。Xコミックス、フランス書院、1995年9月）ISBN 978-4829677513
- 『こわしやわらかし』 - 1996年、ヤングキング（少年画報社）で連載。未単行本化。
- 『メイドさんと僕』（ホットミルクコミックスシリーズ、コアマガジン、1998年2月）ISBN 978-4877341664
- 『恋はからまわり』 (ワニマガジンコミックス、ワニマガジン、1999年12月) ISBN 978-4898293980